# (37477) 1110 T-1
(37477) 1110 T-1 est un astéroïde de la ceinture principale d'astéroïdes découvert en 1971.

## Description
(37477) 1110 T-1 a été découvert le 25 mars 1971 à l'observatoire Palomar, situé au nord de San Diego en Californie, par Cornelis Johannes van Houten, Ingrid van Houten-Groeneveld et Tom Gehrels.

### Caractéristiques orbitales
L'orbite de cet astéroïde est caractérisée par un demi-grand axe de 2,71 ua, un périhélie de 2,36 ua, une excentricité de 0,13 et une inclinaison de 5,10° par rapport à l'écliptique. Du fait de ces caractéristiques, à savoir un demi-grand axe compris entre 2 et 3,2 ua et un périhélie supérieur à 1,666 ua, il est classé, selon la JPL Small-Body Database, comme objet de la ceinture principale d'astéroïdes.

### Caractéristiques physiques
(37477) 1971 T-1 a une magnitude absolue (H) de 14,8 et un albédo estimé à 0,058.